# Poienile Izei
Poienile Izei es una comuna ubicada en el distrito de Maramureș, Rumania.

## Superficie
Cuenta con una superficie de 16,07 kilómetros cuadrados.

## Demografía
Hasta 2021 la población era de 792 habitantes, con una densidad de población de 49,28 habitantes por kilómetro cuadrado.